# Grand Prix moto d'Émilie-Romagne
Le Grand Prix moto d'Émilie-Romagne est une épreuve de vitesse moto qui fait partie des championnats du monde de vitesse moto en 2020, 2021 et 2024.
La compétition a lieu sur le circuit de Misano Marco-Simoncelli.

## Vainqueurs
| Année | Circuit | MotoE                         | MotoE                     | Moto3                     | Moto2                    | MotoGP                    | Rapport |
| Année | Circuit | Course 1                      | Course 2                  | Moto3                     | Moto2                    | MotoGP                    | Rapport |
| ----- | ------- | ----------------------------- | ------------------------- | ------------------------- | ------------------------ | ------------------------- | ------- |
| 2024  | Misano  |                               |                           | David Alonso (CFMoto)     | Celestino Vietti (Kalex) | Enea Bastianini (Ducati)  | Rapport |
| 2021  | Misano  |                               |                           | Dennis Foggia (Honda)     | Sam Lowes (Kalex)        | Marc Márquez (Honda)      | Rapport |
| 2020  | Misano  | Dominique Aegerter (Energica) | Matteo Ferrari (Energica) | Romano Fenati (Husqvarna) | Enea Bastianini (Kalex)  | Maverick Vinales (Yamaha) | Rapport |